# 竹書房

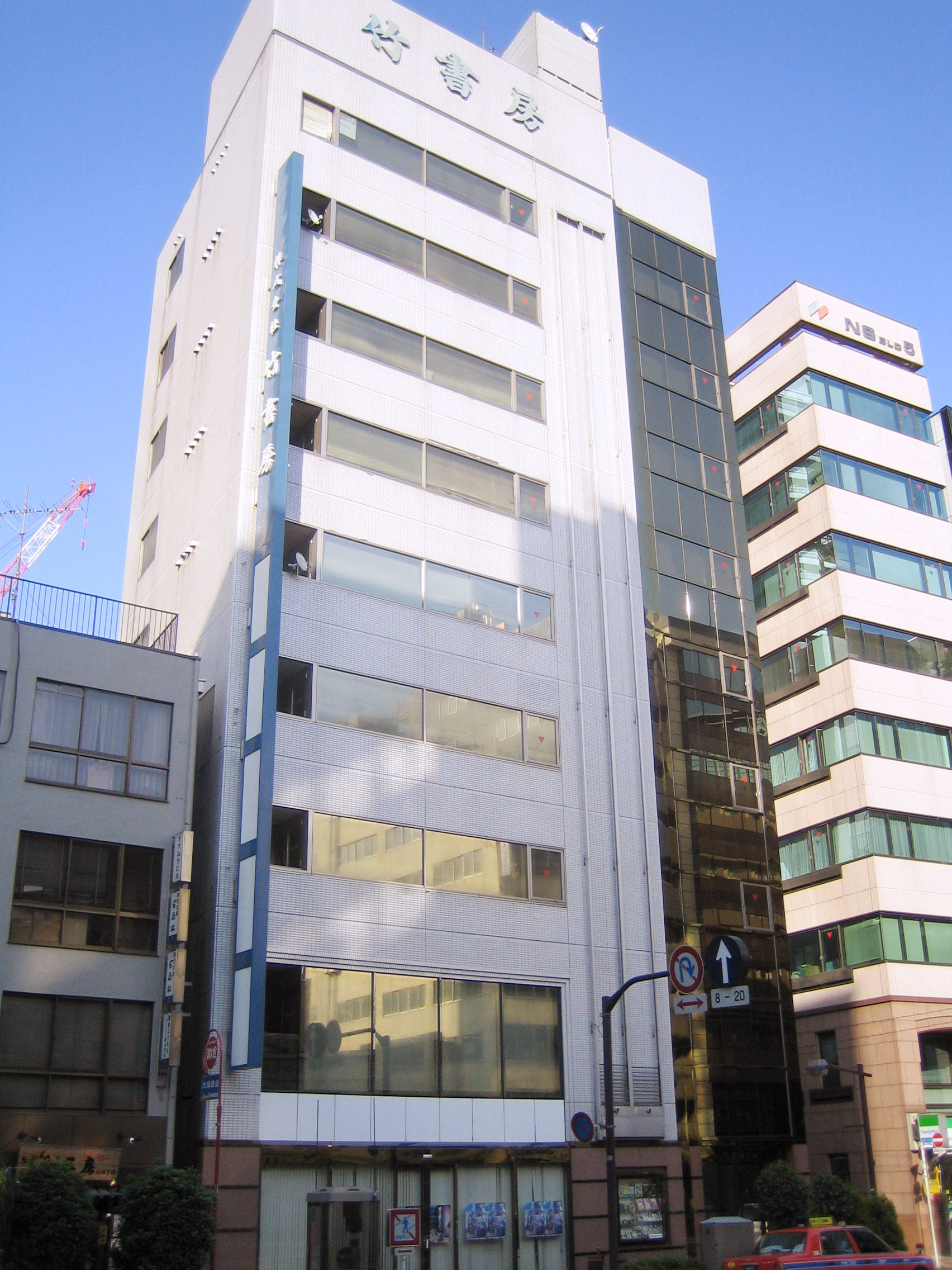
竹書房旧本社ビル。東京都千代田区飯田橋二丁目7番3号に所在。左隣のビルには作品社が入居。
2019年3月に日鉄興和不動産が取得。竹書房は2021年3月に移転し、日鉄興和不動産は近隣ビルも含めて解体後オフィスビルの開発に着手する予定。

株式会社竹書房（たけしょぼう、TAKESHOBO Co., Ltd.）は、日本の出版社。所在地は東京都千代田区三番町8-1三番町東急ビル6階。

## 概要
1972年10月に野口恭一郎によって設立され、日本初の麻雀専門誌『月刊近代麻雀』を創刊する。その後、麻雀漫画専門誌や4コマ漫画専門誌の発行も始めた。
現在は漫画雑誌や漫画単行本、小説、官能小説、写真集などを出版しており、麻雀ビデオや映画、海外ドラマ、イメージビデオなどの映像ソフトの販売も行っている。
ライブドアが配信していたデイリー4コマとの作者間の交流や4コマ新人賞「Y-1グランプリ」を共同で主催し、前述の「デイリー4コマ」内において、ライブドアとの共同運営で4コマウェブコミック配信サイト「まんがライフWIN」を開設していた。現在は「デイリー4コマ」の更新終了・閉鎖に伴って「まんがライフWIN」を竹書房の独自運営とし、「Y-1グランプリ」に代わって「新人4コマ杯」を創設している。
このほか、製作委員会方式に頼らない放送時間5分（正味2 - 3分）のミニアニメにも参入。その第1作となった『森田さんは無口』がローコストで収益を上げられたことから、徐々に放映本数を増やしていたが、『ちとせげっちゅ!!』以降は製作委員会方式になっている。
レーベルは独自レーベルを持つ『近代麻雀』を除き、コンビニコミックを含めてバンブーコミックスから刊行されている。

## 沿革
- 1972年
  - 10月 - 野口恭一郎が株式会社竹書房を創業
  - 11月 - 日本初の麻雀専門誌『月刊近代麻雀』創刊
- 1975年11月 - 創業地に本社ビル完成
- 1979年
  - 1月 - ｢白い牙」などの名作冒険小説を漫画化したビッグアドベンチャー・シリーズを創刊
  - 12月 - 『フリテンくん』創刊
- 1980年12月 - 麻雀劇画専門誌『月刊近代麻雀オリジナル』創刊
- 1981年
  - 8月 - 4コマ漫画誌『月刊ギャグダ』（後の月刊まんがライフ）創刊
  - 12月 - 『月刊別冊近代麻雀』（現・近代麻雀）創刊
- 1985年8月 - 『月刊近代麻雀ゴールド』創刊
- 1987年8月 - 社長の野口恭一郎が会長に、専務取締役の高橋一平が社長にそれぞれ就任。創業地に新本社ビル完成
- 1988年7月 - 『まんがライフオリジナル』創刊
- 1989年
  - 7月 - 「第1回麻雀史上最強位戦」開催
  - 10月 - 竹書房文庫の刊行開始
- 1991年10月 - 写真集『日時計』を刊行。写真集事業を開始
- 1993年
  - 10月 - 耽美コミック『麗人』発刊
  - 11月 - 第1回製作出資作品、アニメーション映画「ぼのぼの」公開
  - 12月 - 立川談志の独演会『ひとり会』をビデオとして初めて商品化
- 1994年
  - 9月 - 『田島みるくの本当にあった愉快な話』（現『本当にあった愉快な話』）発刊
  - 10月 - 『碧奇魂ブルーシード』（「コミックガンマ」連載）TVアニメ化
- 1995年12月 - アイドルビデオシリーズの発売を開始
- 1997年11月 - 日本初の美少女フィギュア専門誌『レプリカント』創刊
- 1999年4月 - 千葉県夷隅郡（現・いすみ市）に麻雀博物館を開館
- 2004年4月 - 『ホテリアー』ノベライズ。以降韓国ドラマ書籍を多数刊行
- 2005年5月 - 韓国ドラマ『ロー・ファーム法律事務所』DVD-BOX発売。以降韓国ドラマDVDを多数リリース
- 2008年 - 竹書房ラブロマン文庫の刊行開始
- 2009年4月 - WEBコミックサイト『まんがライフWIN』スタート
- 2011年
  - 8月 - 社長の高橋一平が会長に専務取締役の牧村康正が社長にそれぞれ就任
  - 11月 - 「麗人uno!」配信開始
  - 12月 - 「Qpa」配信開始
- 2013年
  - 後藤明信が社長に就任
  - 12月 - WEBコミックサイト『WEBコミックガンマ』スタート
- 2017年
  - 4月 - WEBコミックサイト『ストーリアダッシュ』スタート
  - 11月 - 麻雀博物館が閉館[5]
- 2018年4月 - WEBコミックサイト『WEBコミックガンマぷらす』スタート
- 2019年9月 - 株式会社Bizconcierとエンターテインメント領域における共同事業を行う合弁会社Take-Tech株式会社を設立[6]
- 2021年3月 - 千代田区飯田橋から千代田区三番町へ本社移転
- 2023年12月 - 専務取締役の宮田純孝が社長に就任[7]

## 雑誌一覧
各誌のジャンル別分類は、竹書房公式ウェブサイトにおける分類、およびWebアーカイブで確認できる公式ウェブサイトに準拠する。

### 発売中の雑誌

#### 麻雀劇画誌
- 近代麻雀（毎月1日発売）

#### 劇画誌
- 月刊劇漫スペシャル（毎月18日発売）

#### 4コマ誌・ショートコミック誌
- まんがライフオリジナル（毎月11日発売）
- 本当にあった愉快な話（毎月30日発売）
- 増刊本当にあった愉快な話（不定期刊）

#### デジタルコミック誌
- 恋愛天国
- 麗人
- 麗人uno!
- Qpa

#### ムック
- レプリカントEX ※1997年創刊の美少女フィギュア専門誌
- 野球太郎（発行元：イマジニア株式会社ナックルボールスタジアム） - 36号以降。35号までは廣済堂出版より発売。

### かつて発行していた雑誌

#### 麻雀雑誌
- 月刊近代麻雀（1973年-1987年[10]）
- 別冊近代麻雀（1975年）→ジャンケン（1975年-1977年[11]）

#### 麻雀劇画誌
- 近代麻雀オリジナル（1977年-2013年[12]）※継続後誌は「キスカ」
- 近代麻雀ゴールド（1987年-2006年[13]）※継続後誌は「近代麻雀ギャンブルCOM」

#### 劇画誌
- 長編読切時代劇（2013年）

#### 4コマ誌・ショートコミック誌
- まんがライフ（1981年-2022年[14]）
- まんがくらぶ（1987年-2020年）
- まんがライフバラエティー（1991年-1994年）[15]
- まんがくらぶオリジナル（1999年-2014年）
- あにまるパラダイス
- すくすくパラダイス（2003年-2013年）
- まんがライフMOMO（2008年-2018年）
- まんがライフSTORIA（2013年-2019年）※ウェブコミック配信サイト『ストーリアダッシュ』へ移行
- 本当にあった愉快な話芸能ズキュン!（-2022年）[注 1]
- まんがライフセレクション

#### 情報誌
- 月刊メンズストリート（2004年 - 2008年）[16]
- Nicky(ニッキー) ※女性ファッション誌。2012年セブン＆アイ出版に移管[17]。
- Top Yell（2011年-2018年[18]） ※「特冊新鮮組DX」からアイドル雑誌にリニューアル。現在はオンラインメディア『Top Yell NEO』に移行。

#### 青年コミック誌
- ドキッ!（1997年-2012年[19]）
- ドキッ!スペシャル（2004年-2010年[20]）
- えっち一本勝負→ナマイキッ!（1998年-2018年[21]）
- ビタマン（1998年-2018年）[注 2]
- コミックマーブル（2007年-2009年）
- キスカ

#### レディースコミック誌
- Lady's comic rouge（1993年-1999年[22]）
- ウーマン劇場（毎月6日発売）
- ご近所スキャンダル（2001年-2014年[23]）
  - 本当にあったご近所スキャンダル（2004年-2008年[24]）
  - ほんとうに怖いご近所スキャンダル
- まんがグリム童話スキャンダル（2005年-2007年[25]）→禁断のグリム童話スキャンダル（2007年）
- 愛の体験スペシャルDX（1997年-2013年[26]）
- 恋愛天国（2004年-2019年[27]）
- Miniパラ（2004年-2015年[28]）

#### ボーイズラブコミック誌
- 麗人（1993年[29]-1995年[30]-2025年）※電子雑誌移行
- 麗人Bravo!

#### パチンコ誌・パチスロ誌
- 漫画パチンコ777（1990年-2017年[31]）
- スーパーパチスロ777（1992年-2017年）
- 最新パチンコ(勝)大作戦（1993年-1997年）→パチンコ(勝)（1997年-1999年）→パチンコ勝（1999年-2005年[32]）→パチンコ(得)プラス!（2005年-2006年[33]）[34]
- 漫画パチンコランド（2005年-2012年）→漫画パチンコドル箱777（2012年-2014年）
- 漫画パチスロランド（2006年-2007年）
- パチスロ777プロフェッショナル（2012年-2015年）

#### 実話大衆誌
- 実話ニッポン（編集：玄武社、1982年-1996年[35]）→実話芸能ニッポン（編集：玄武社、1996年-1998年[36]）→芸能ニッポン（1998年-2004年[37]）※雑誌コードを引き継いで「月刊メンズストリート」新創刊[38]
- 実話ドキュメント（1983年-2013年） ※マイウェイ出版→ジェイズ・恵文社へ移管。
- 特冊新鮮組（1991年-2005年[39]）→特冊新鮮組TIMES（2005年-2006年）→特冊新鮮組DX（2006年-2011年[40]）※継続後誌は「Top Yell」
  - 増刊特冊新鮮組DX
- 人妻新鮮組（2006年-2013年[41]）
  - 特冊快援隊
- 海賊No.1（2000年-2009年[42]）
- 実話時報（2007年-2012年[43]）→実話時報ゴールデン（2012年-2015年）

#### デジタルコミック誌
- 近代漫画（2014年-2017年）

#### その他（分類不明）
- 漫画ギャンブルパンチ
- 月刊ごめんなすって（1984年） - に創刊[44]。
- 月刊シンバッド（1989年-1991年）
- ヤングクラブ
- 月刊まんがパロ野球ニュース（1991年-1998年[45]）→月刊スポコミ（1998年[46]）※雑誌コードを引き継ぎ「まんがくらぶオリジナル」新創刊。
- コミックガンマ
- A-sh!（1995年-1996年[47]）
- にゃお - 世界初の猫漫画雑誌をうたって1996年に創刊。
- 近代麻雀ギャンブルCOM（2006年）
- ピーキャン（P.can）（1995年-1996年[48]）
- BIG4（1992年 - 1995年）[49] - 写真雑誌。清水清太郎、渡辺達生、小沢忠恭、野村誠一の4名がグラビア担当。
- Endless（1993年 - 1998年）[50] - 「BIG4」増刊誌。
- 月刊ザ・テンメイ（1993年-1995年[51]）※加納典明関連誌。
- カシャッ!（1995年-2000年[52]）

## デジタルメディア
- キンマweb（株式会社Bizconcierとの共同運営）
- まんがライフWIN
- ストーリアダッシュ
- bamB！（ピクシブと共同）
- すくパラ倶楽部（株式会社オン・サイトとの共同運営）
  - すくパラ倶楽部news
  - すくすくパラダイスぷらす
- WEBコミックガンマ
- WEBコミックガンマぷらす

## 発行レーベル

### 刊行中のレーベル
- 竹書房文庫
- 竹書房怪談文庫
- 竹書房ラブロマン文庫
- 竹書房新書 - 2012年10月31日創刊[注 3]。
- ラズベリーブックス
- ラヴァーズ文庫 - 2004年5月25日創刊[注 4]。
- 蜜猫文庫 - 2014年2月22日創刊[注 5]。
- 蜜猫F文庫
- 蜜猫novels
- 蜜夢文庫
- ムーンドロップス
- ヴァリアントノベルズ

- 近代麻雀コミックス
- バンブーコミックス
  - バンブーコミックス MOMOセレクション
  - バンブーコミックス WINセレクション
  - バンブーコミックス COLORFUL SELECT
  - バンブーコミックス 恋パラコレクション
  - バンブーコミックス 潤恋オトナセレクション
  - バンブーコミックス 麗人セレクション
  - バンブーコミックス 麗人uno!
  - バンブーコミックス Qpaコレクション
  - バンブーコミックスBCf[59]
  - バンブーコミックス異世界BC[60]
  - バンブーコミックスmoment（編集:シュークリーム） [61]
  - バンブーエッセイセレクション
- 華猫
- すくパラセレクション

### 休刊したレーベル
- ガンマ文庫 - 1996年創刊、1997年発行停止。
- ゼータ文庫 - 2006年創刊、2007年発行停止。
- ラヴァーズ文庫GREED - 2008年4月25日創刊[注 6]、最終刊行2010年10月25日。

- タナトス文庫 - 2009年10月26日創刊[注 7]、最終刊行2010年4月24日。
- 竹書房漫画文庫
- バンブーコミックス タタン（編集:コアミックス 発行:ノース・スターズ・ピクチャーズ）[65]2021年12月20日発売分まで

## 映像作品

### オリジナルビデオドラマ
- 雀鬼シリーズ（雀鬼2～真・雀鬼19）
- 闘牌伝アカギ（1995年）
- 雀魔アカギ（1997年）
- 妖女伝説セイレーン（2004年以降）
- 新 ゼロ・ウーマン 0課の女 再び…（2004年）
- TOKYOカーマスートラ/愛が再生する夜（2005年）
- スキャンダル・ショット〜密写〜（2005年）
- スキャンダル・ドール〜秘密の媚薬〜（2005年）
- 秘書課ドロップ（2008年）
- 新・監禁逃亡2 幻夜（2009年）
- ヴァージンな関係（2009年）
- ガラスの女神（2009年）
- セブンカラーズ（2010年）
- かんなの水魚（2011年）
- 恋愛・コンプレックス（2011年）
- 銀玉遊戯 パチンコクイーン・七瀬（2011年）
- 不倫中毒 私は男のおもちゃなの・・・？（2011年）
- 敏感テンプテーション 初体験注意報（2012年）
- 爆裂！パチンコエンジェル（2012年）
- ベルベット・キス（2012年）
- あまくちナイト（2014年）
- 灼熱の闘牌録！鉄火場のシン（2014年）
- ガールズ・コマンドー（2020年）
- メガネっ娘任侠伝（2020年）
- デッド・オア・スレイブ（2020年）
- エクスタシー霊媒師ミコ（2020年）
- デビルス・エクスタシー（2020年）
- ヴァンパイア・フレンズ（2020年）
- 改造少女サイボーグ・ガールズ（2020年）
- 就活デスゲーム（2020年）

### テレビドラマ
- 白百合兄弟のハンサムな食卓

### 映画
- ぼのぼの（1993年）
- 哭きの竜（1995年）
- 守ってあげたい!（2000年）
- ぼのぼの クモモの木のこと（2002年）
- 「超」怖い話 A 闇の鴉（2004年）
- 東京伝説　蠢く街の狂気（2004年）
- 禁断の事件簿 ストーカーを愛した女（2004年）
- スキャンダル・ドール 秘密の媚薬（2005年）
- ゼロ・ウーマンR 警視庁0課の女/欲望の代償（2007年）
- 自虐の詩（2007年）
- いつかの君へ（2007年）
- 《a》symmetry アシンメトリー（2008年）
- 俺たちに明日はないッス（2008年）
- 新・監禁逃亡（2008年）
- 幼獣マメシバ（2009年）
- カフェ・ソウル（2009年）
- 新監禁逃亡3 美姉妹・服従の掟（2010年）
- ねこタクシー（2010年）
- おのぼり物語（2010年）
- 艶剣客〜くノ一媚薬責め〜（2010年）
- ねこばん3D とび出すにゃんこ（2011年）
- 犬のおまわりさん てのひらワンコ3D（2011年）
- 婚前特急（2011年）
- 犬飼さんちの犬（2011年）
- 女囚701号 さそり外伝（2011年）
- 艶剣客2 ～くの一 色洗脳～（2011年）
- 女囚701号 さそり外伝（2011年）
- 地球防衛ガールズP9（2011年）
- 女囚701号 さそり外伝 第41雑居房（2012年）
- くろねこルーシー（2012年）
- マメシバ一郎 フーテンの芝二郎（2013年）
- 地球防衛未亡人（2014年）
- 劇場版屍囚獄（2017年）
- 寄生侵略 PARASITE WAR（2018年）
- 劇場版メイドインアビス 深き魂の黎明（2020年）
- 犬鳴村（2020年）
- 三大怪獣グルメ（2020年）
- 樹海村（2021年）
- 遊星王子2021（2021年）
- 未成仏百物語～AKB48 異界への灯火寺～（2021年）
- 牛首村（2022年）
- 麻雀最強戦 the movie （2022年）

### アニメ
- 学校のコワイうわさ 花子さんがきた!!（第1期）
- 学校のコワイうわさ 新・花子さんがきた!!
- SHADOW SKILL（OVA）
- 初夜 -ヴァージン・ナイト-
- せんせいのお時間
- だめっこどうぶつ
- けものとチャット
- ゆるめいつ
- 森田さんは無口
- リコーダーとランドセル
- ポヨポヨ観察日記
- しばいぬ子さん
- ちとせげっちゅ!!
- あいまいみー（第1期）
- スパロウズホテル
- お姉ちゃんが来た
- メイドインアビス
- ラーメン大好き小泉さん
- うちの会社の小さい先輩の話
- 魔法少女にあこがれて
- アポカリプスホテル

### バラエティ
- 麻雀最強戦
- 麻雀遊戯王
- 北野誠のおまえら行くな。
- 磁石のケータイハンター

### その他
- 立川談志ひとり会
- 怪談最恐戦
- 圓山町 怪談倶楽部

## 提供番組一覧
- 井出洋介に挑戦 実戦!格闘麻雀（テレビ愛知）

## 出身者
- 竹村響（元取締役・日本文芸社社長）
- 杉浦浩司（元編集者・みなみ出版社長）
- 井上公造（実話ドキュメント元編集長・元芸能リポーター）